# Schaumünze

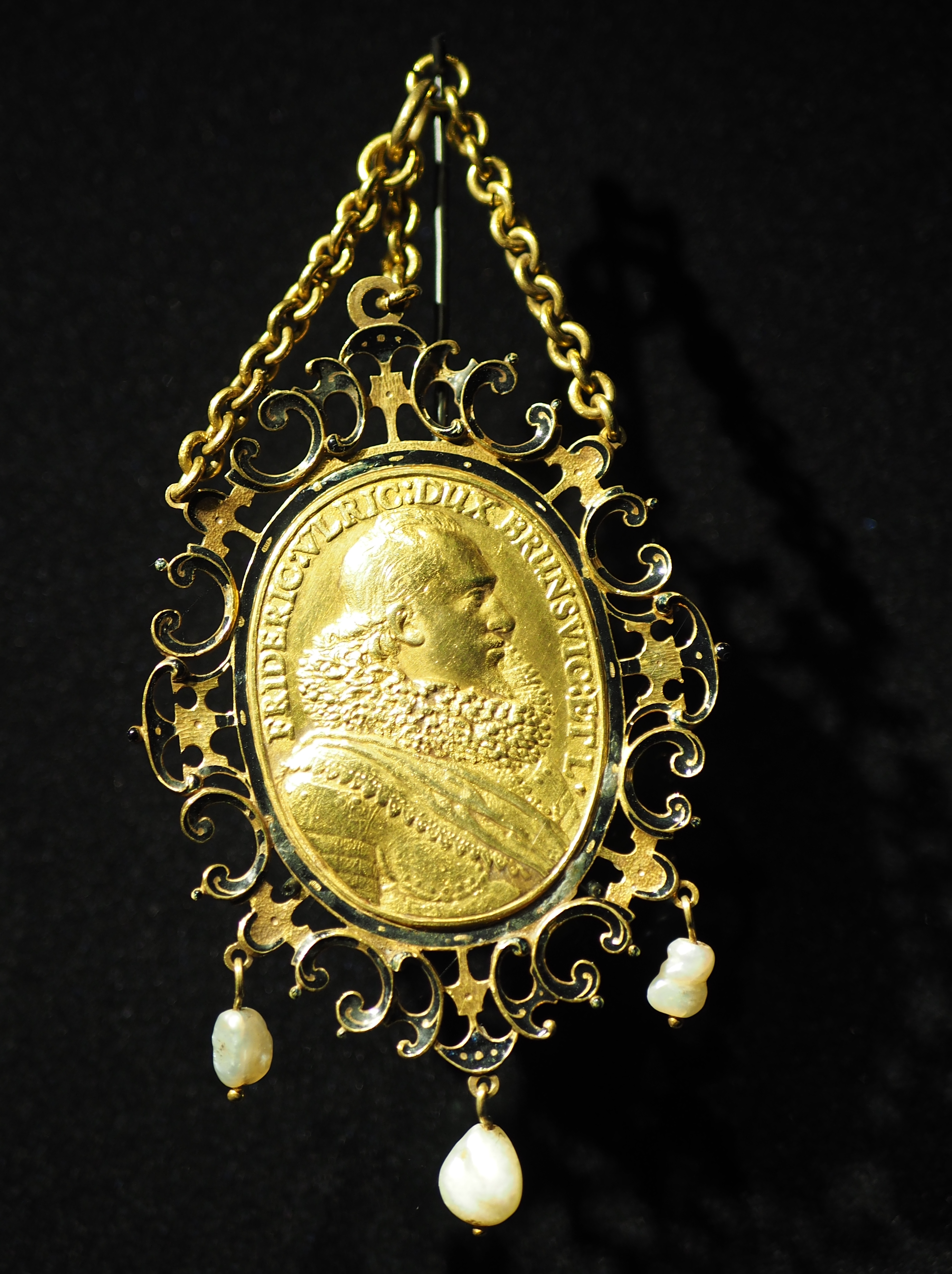
Gnadenpfennig Wert 12 Dukaten – zeigt Friedrich Ulrich (Braunschweig-Wolfenbüttel)

Schaumünze bzw. je nach Stückelung Schaupfennig, Schaugroschen, Schaugulden oder Schautaler sind Gedenkprägungen, die auf einen besonderen Anlass hin geprägt wurden. Sie wurden oft zu Geschenkzwecken ausgegeben. Nicht selten wurden Medaillen als Schautaler bezeichnet, was auch heute noch vorkommt.
Der Name bezieht sich darauf, dass solche Münzen ursprünglich nicht dem Zahlungsverkehr dienten, sondern zur Schau, d. h. zur Erinnerung an eine denkwürdige Begebenheit geprägt wurden und damit eigentlich Medaillen waren.
Als Erinnerungsstück und kostbares Geschenk gedacht, wurde sie in aufwendiger Verarbeitung geschaffen und sorgfältig geprägt. Ursprünglich Schöpfungen der italienischen Renaissance (zum Beispiel als Scudo d’oro), die das Selbstbewusstsein der oft rasch emporgekommenen Fürsten versinnbildlichen sollten, und an antike Vorbilder angelehnt waren, verbreiteten sie sich auch in Deutschland seit der Zeit Kaiser Maximilians I. rasch. Dazu zählten Schaugroschen, -pfennige, -gulden, -taler („Prämientaler“) und -dukaten, die zu besonderen Anlässen – zum Beispiel für Prämierungen bei Preisschießen, Taufen, Hochzeiten, Todesfällen, Ordensverleihungen, guten Schulabschlüssen oder sonstige Anlässen – als Erinnerungsstücke, oft mit einem vielfachen Nennwert der Umlaufmünze geprägt wurden.
Die Schaumünzen wurden häufig offiziell von Fürsten verliehen oder als Geschenke vergeben und können teils als Vorläufer der heutigen Orden angesehen werden („Gnadenpfennige“). Diese Sonderprägungen wurden gelegentlich auf Dickschrötlingen (genannt Münz-Löser) oder als Klippen (eckige Münzen) ausgeführt. Sie waren gelegentlich mit Henkeln oder Ösen versehen, so dass sie am „(Hosen-)Band“ getragen werden konnten. Schautaler wurden auch als Zwitterprägung hergestellt.

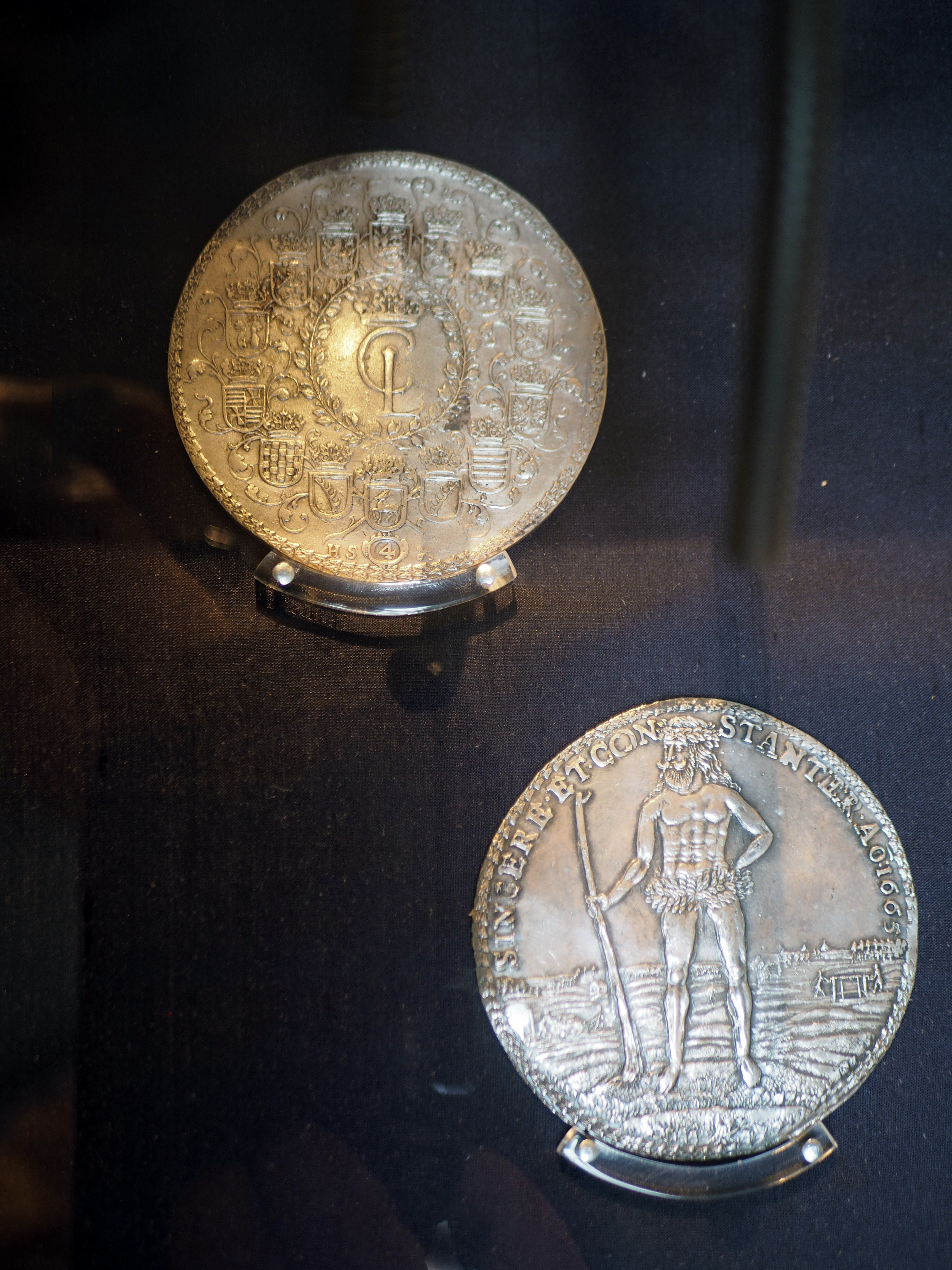
Schaumünze Herzog Christian Ludwig (1665)

Herzog Christian Ludwig, zu Braunschweig-Lüneburg hatte eine besondere Vorliebe für Schaumünzen. Er ließ ab 1648 viele davon prägen, die mit seinem Wahlspruch CINCERE ET CONSANTER („aufrichtig und beständig“) versehen wurden. Das Silber hierfür kam aus den Bergwerken im Harz. Einige der Münzen gehören heute zur Sammlung des Celler Bomann-Museums.
Besonders im 18. Jahrhundert gab es Abschläge von geringwertigen Pfennig- oder Groschenprägestempeln auf hochwertigen Gold- oder Silberschrötlingen, die dann anlässlich von Münzstättenbesuchen hochgestellter Persönlichkeiten als Geschenke – neben offiziellen Münzbesuchstalern – ausgegeben wurden. Abschläge etwa von Dukatenstempeln auf minderwertigen Kupferschrötlingen können dagegen zumeist als Arbeits- oder Qualitätskontrollen der Prägestempel angesehen werden.

## Grenzfälle
In älterer Literatur werden besonders oft Medaillen als Schautaler bezeichnet, da die Abgrenzung zwischen Münzen und Medaillen noch nicht allgemein üblich war. Andererseits wird zum Teil auch noch gegenwärtig ein Schautaler als Münze bezeichnet, der keine Münze ist.
- So sind zum Beispiel einige der auf die Statthalterwürde geprägten Locumtenenstaler Medaillen, obwohl sie oft auch als Guldengroschen bezeichnet werden.[4]

- Eine Besonderheit ist der sogenannte Gluckhennentaler. Er wird sowohl als Schautaler als auch als Medaille bezeichnet. Als Schautaler und Münze existiert er als Guldentaler.

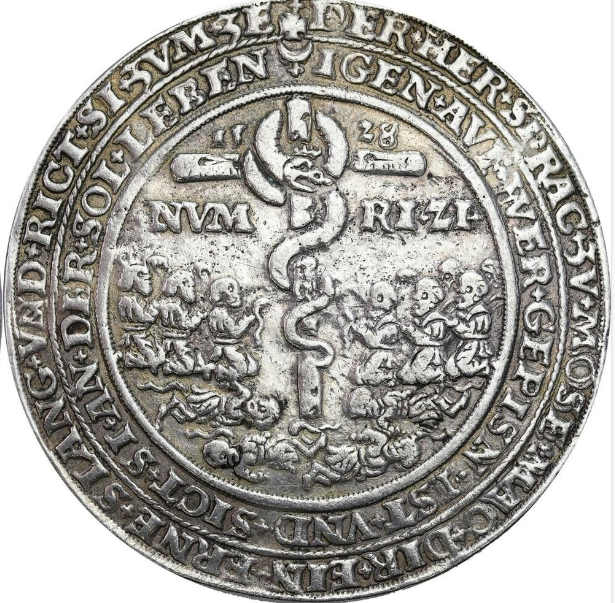
Schautaler mit der Bezeichnung Pesttaler von 1528

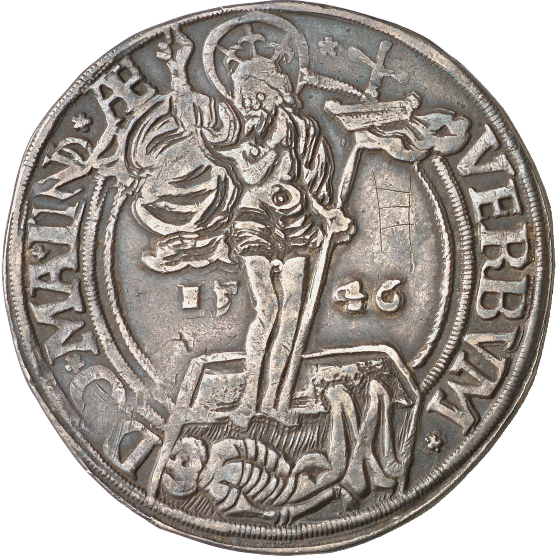
Triumphtaler, Schautaler Braunschweigs von 1546

- Auch der Schautaler Friedrichs des Weisen (1522) könnte eine Medaille sein, da der Taler nach der sächsischen Münzordnung von 1500 zu leicht ist.[5]

- Der Taler auf den Bau von Schloss Moritzburg in Zeitz, von Wilhelm Ernst Tentzel als Medaille bezeichnet, in Katalogen als Taler und Schautaler erfasst, könnte wahrscheinlich wegen des hohen Reliefs und des Fehlens eines Münzmeisterzeichens eine Medaille sein.

- Der Schautaler zur Grundsteinlegung der Kapelle im Schloss Moritzburg bei Dresden, ein im Mehrfachreichstalergewicht im Jahr 1661 geprägter Taler, auch als Medaille bezeichnet, ist höchstwahrscheinlich eine Münze, weil der Schautaler mit einem Münzmeisterzeichen eines Münzmeisters der Münzstätte Dresden geprägt wurde.[6]

- Pesttaler sind eine interessante Spezies von Talern (Schautalern), Medaillen und Amulettmedaillen aus einer der fürchterlichsten Pandemiezeiten der Geschichte. Die Schaumünze mit Talernamen kann also ein Taler oder auch eine Medaille sein.

- Der als Triumphtaler bezeichneter Taler der Stadt Braunschweig ist wie der Schmalkaldische Bundestaler eine als Propagandamittel geprägte Gedenkmünzen oder Schautaler auf den erfolgreichen Widerstand des Schmalkaldischen Bunds gegen Herzog Heinrich den Jüngeren von Braunschweig im Schmalkaldischen Krieg. Die Stadt Braunschweig war Mitglied des Schmalkaldischen Bunds. Mit der Umschrift VERBVM – DO(mini) MA(net) IN AE(ternum) – AE als Ligatur (Das Wort des Herrn bleibt in Ewigkeit.) wird der Wahlspruch des Bunds verkündet.[7]

- Juliuslöser sind silberne Mehrfachtaler, die auch als Schaumünzen bezeichnet werden. Die Gepräge ließ Herzogs  Julius von Braunschweig-Wolfenbüttel (1568–1589) ab 1574 schlagen. Der erste Juliuslöser hat einen Wert von 10 Reichstaler, besteht aus Silber und wiegt 260,84 g. Sein Durchmesser beträgt 73 mm und die Dicke 6 mm. Obwohl sie nach des Reiches Schrot- und Korn geprägt wurden, sind die Stücke als Zahlungsmittel nicht vorgesehen und wegen des Gewichts auch ungeeignet.[8]

Spätestens um 1900 verstand man unter Schautalern jedoch Münzen „auf der Grenze von Medaille und Kurantmünze, die durch schöne Darstellung einer Begebenheit die Eigenschaft der Medaille [und] durch ihren Metallgehalt Umlaufsfähigkeit besitzen.“